# NGC 1582
NGC 1582 is een open sterrenhoop in het sterrenbeeld Perseus. Het hemelobject werd op 3 februari 1788 ontdekt door de Duits-Britse astronoom William Herschel.

## Synoniemen
- OCL 407